# 若林漢二
若林 漢二（わかばやし かんじ）は、日本のアニメーション演出家、アニメーター。神奈川県綾瀬市出身。

## 略歴・人物
武蔵野美術大学油絵科卒。1997年Production I.Gに入社。ゲーム、OVA作品の制作、絵コンテ、演出、監督、作画などを経て、その後フリーに。
- リアル系の作品に参加することが多く重いドラマを演出する傾向があり、演出を担当した本編の視聴後感が重すぎたあまりその放映回の本編後に付く次回予告の内容が急遽変更されたことがある。[2]
- また一方では一見シリアスながら日常感覚を異化するかのようなコメディータッチの演出も多い。

## 作品リスト

### テレビアニメ
2002年
- テニスの王子様（絵コンテ）

2003年
- LAST EXILE（絵コンテ・演出・原画）

2004年
- モンキーターン（絵コンテ・演出）
- BECK（絵コンテ・演出・原画）

2005年
- MONSTER（演出・原画）
- 巌窟王（原画）
- BLACK CAT（絵コンテ・演出）
- 闘牌伝説アカギ 〜闇に舞い降りた天才〜（2005年 - 2006年、絵コンテ・演出・原画）

2006年
- 牙 -KIBA-（演出）
- NANA（2006年 - 2007年、演出・原画）
- ケモノヅメ（脚本・絵コンテ・演出・原画）
- TOKYO TRIBE2（演出・原画）

2007年
- CLAYMORE（演出・原画）
- シグルイ（原画）
- D.Gray-man（演出・原画・OP原画）
- メイプルストーリー（2007年 - 2008年、演出）

2009年
- RIDEBACK（演出・原画）

2011年
- STEINS;GATE（絵コンテ・演出・作監協力・原画・OP演出）

2012年
- ヨルムンガンド（絵コンテ・演出・原画）
- ヨルムンガンド PERFECT ORDER（演出・原画）

2014年
- いなり、こんこん、恋いろは。（絵コンテ）
- テラフォーマーズ（絵コンテ）

2020年
- 妖怪学園Y 〜Nとの遭遇〜（絵コンテ）

2021年
- 装甲娘戦機（作画監督）
- 七つの大罪 憤怒の審判（演出）
- 無職転生 〜異世界行ったら本気だす〜（原画）

2022年
- 恋は世界征服のあとで（絵コンテ・演出・作画監督・原画）

2023年
- お隣の天使様にいつの間にか駄目人間にされていた件（演出）
- AIの遺電子（演出）
- め組の大吾 救国のオレンジ（2023年 - 2024年、原画）
- アンダーニンジャ（原画）

2024年
- トリリオンゲーム（絵コンテ・演出）

2025年
- 青の祓魔師 終夜篇（演出）

### 劇場アニメ
- TRIGUN Badlands Rumble（2010年、原画）
- 劇場版 STEINS;GATE 負荷領域のデジャヴ（2013年、監督）

### OVA
- 怪童丸（2001年、企画・監督・脚本・絵コンテ・演出）
- Halo Legends エピソード1&2 Origins Part1 & Part2（2010年、原画）
- SUPERNATURAL: THE ANIMATION（2011年、演出・原画）

### ゲーム
- ワイルドアームズ セカンドイグニッション（制作進行）
- エターナルアルカディア（イベントパート 絵コンテ・演出）
- DEAD OR ALIVE 3（エンディングムービー 絵コンテ）
- OVER THE MONOCHROME RAINBOW featuring SHOGO HAMADA（アニメーションパート 絵コンテ）
- 攻殻機動隊 STAND ALONE COMPLEX（ムービーパート 絵コンテ）
- CHAOS;CHILD（演出・絵コンテ・作画監督）
- STEINS;GATE 0（演出・絵コンテ・作画監督）

### PV
- m-flo / the Quantum EP（監督・キャラクターデザイン・作画）

### その他
- 100語でスタート!英会話（オープニング絵コンテ　キャラクターデザイン）